# Кливленд Стокерс
«Кливленд Стокерс» — футбольная команда, базировавшаяся в Кливленде, штат Огайо, которая играла в Объединённой Футбольной Ассоциации в 1967 году и Североамериканской Футбольной Лиге в 1968 году. Их домашней ареной был «Стадион Кливленд».

## История
Единая лига состояла из команд, импортируемых из иностранных лиг. 1967 года «Кливленд» состоял на самом деле из игроков «Блэкберн Роверс», Англия. После сезона 1967 года США объединились с Национальной Профессиональной Футбольной Лигой, чтобы сформировать Североамериканскую Футбольную Лигу с командами из США, создавая свои списки с нуля.
Франшиза была изначально приобретена «Кливленд Индианс», бейсбольным клубом (основной владелец Вернон Стоуффер, президент клуба Гейб Пол), в августе 1966 года. Они продали «Стокерс» группе во главе с адвокатом из Кливленда, Говардом Меценбаумом и деловым партнером, Альва «Тэд» Бонда, в первую неделю января 1968 года.
В качестве дополнения для команды новые владельцы приобрели основную часть стартового состава 1967 года NPSL «Филадельфия Спартанс», франшизу, которая не будет участвовать в NASL в 1968 году. Новые «Стокерс» выиграли свой дивизион и желали продолжать в том же духе. Тем не менее, разница в философии бизнеса франшизы вносила свои коррективы. Они хотели провести ряд выставочных матчей с участием игроков «Стокерс» и NASL «Всех звёзд» против западногерманского оппонента, который хорошо комбинировал и подавал некоторые надежды, но и Меценбаум, и Бонда остались недовольны бюджетными ограничениями NASL, и объявили о расформировании «Стокерс» в ноябре 1969 года.
В 1968 году «Стокерс» выиграли свой дивизион после жесткой гонки с талантливыми «Чикаго Мустангс». В конференции чемпионата они были побеждены в конечном итоге чемпионом «Атланта Чифс». Но самое большое достижение за время существования клуба произошло 10 июля 1968 года на Кливлендском Муниципальном стадионе, когда они принимали и победили лучшую команду Бразилии, «Сантос», с участием Пеле. Голкипер Пол Шердлоу сохранил счёт 2-1, отбив пенальти. Шердлоу, выделенный из «Сток Сити», умер на тренировке от сердечного приступа в октябре.
Среди тех, кто представлял «Стокерс» в 1968 году, были такие звёзды, как Рубен Наварро, защитник высокого класса, который сыграл более 30 матчей за сборную Аргентины; Энрике Матеос, бомбардир-ветеран из Испании — игрок мадридского «Реала» конца 1950-х годов.
Главный тренер «Стокерс», Норман Лоу вернулся в Англию и занялся скаутингом. Позже он работал с ASL «Кливленд Кобрас». Меценбаум построил громкую политическую карьеру, в то время, как Бонда стал заметной фигурой Кливленда в сфере образования, бизнеса и спорта.

## Известные игроки
- Энрике Матеос